# Tàngara de cap canyella
Latàngara de cap canyella (Thlypopsis fulviceps) és un ocell de la família dels tràupids (Thraupidae).

## Hàbitat i distribució
Habita zones amb matolls dens, bambú, clars i vegetació secundària de les muntanyes del nord-est de Colòmbia i nord i oest de Veneçuela.